# 을소
을소(乙素, ?~?)는 유리왕 때의 대신이다. 후에 고국천왕, 산상왕 때 활약한 국상 을파소가 을소의 손자이다.